# Palmicola archontophoenicis
Palmicola archontophoenicis är en svampart som beskrevs av K.D. Hyde 1993. Palmicola archontophoenicis ingår i släktet Palmicola, ordningen kolkärnsvampar, klassen Sordariomycetes, divisionen sporsäcksvampar och riket svampar.   Inga underarter finns listade i Catalogue of Life.